# ELBE (Strahlungsquelle)

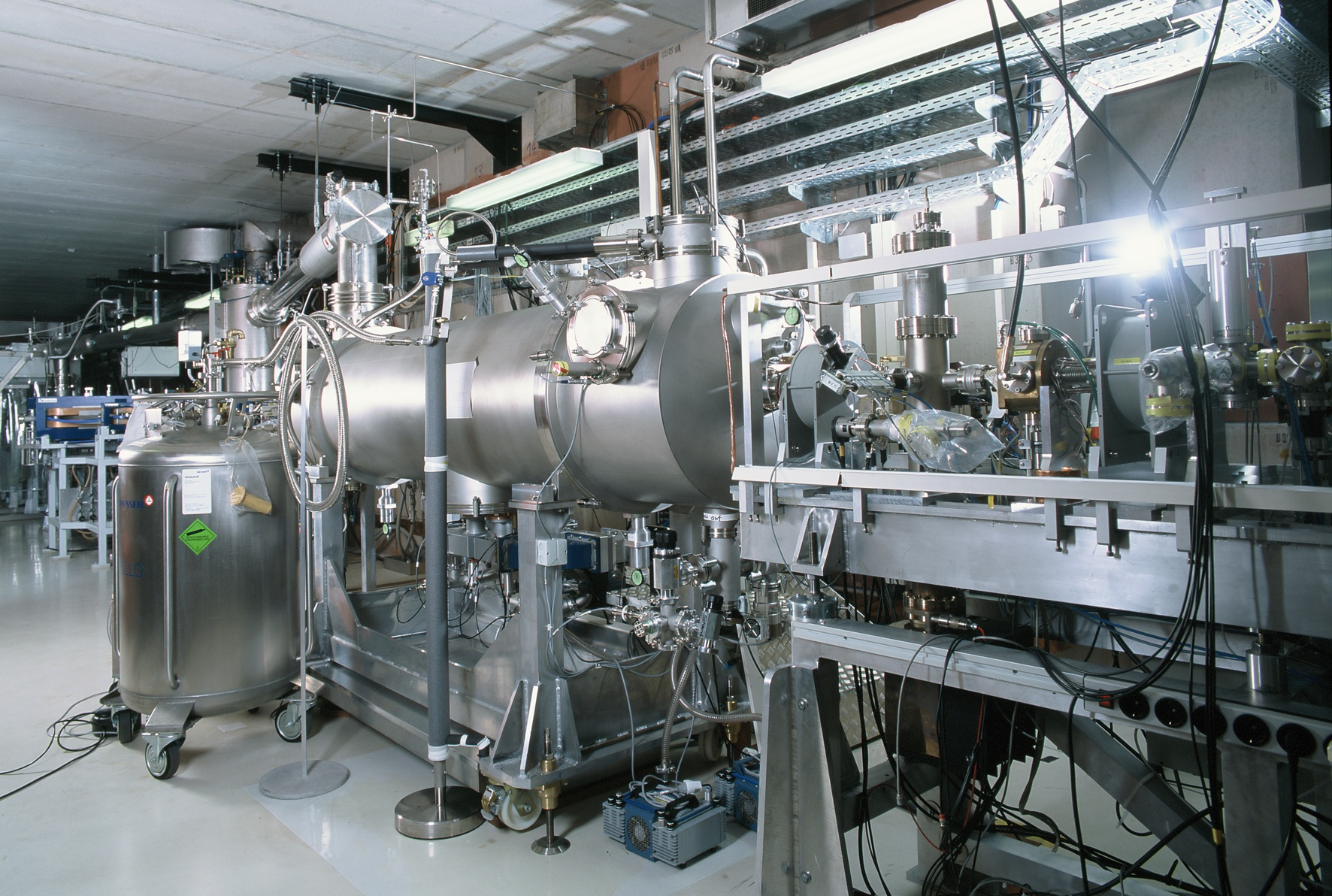
ELBE-Hauptbeschleuniger

Die Strahlungsquelle ELBE (Elektronen Linearbeschleuniger für Strahlen hoher Brillanz und niedriger Emittanz) ist ein Großforschungsgerät am Helmholtz-Zentrum Dresden-Rossendorf. Sie besteht aus einem supraleitenden Elektronenbeschleuniger und mehreren angeschlossenen Anlagen, mit denen verschiedene Arten von Sekundärstrahlung erzeugt werden.

## Geschichte
Die Einweihung der ELBE am Helmholtz-Zentrum Dresden-Rossendorf fand 2001 statt. Der Nutzerbetrieb an der ELBE für Wissenschaftler anderer Forschungseinrichtungen aus aller Welt begann 2004. Seit 2005 stellt eine Anlage Bremsstrahlung zur Verfügung (genannt γELBE, nach der erzeugten γ-Strahlung). Die beiden Freie-Elektronen-Laser, die mit Strahlung aus der ELBE gespeist werden und Infrarotstrahlung erzeugen (genannt FELBE), wurden 2004 bzw. 2007 in Betrieb genommen. Neben der konventionellen Elektronenkanone wurde zu Erzeugung der Elektronen im Jahr 2007 zudem eine supraleitende Elektronenkanone in Betrieb genommen. Ebenfalls im Jahr 2007 kam die Neutronenquelle (genannt nELBE) hinzu.
Ab 2010 fand ein umfangreicher Ausbau statt, mit dem die ELBE um ein zweites Gebäude sowie zusätzliche Strahlungsquellen erweitert wurde, darunter für Positronen (genannt pELBE) und Terahertzstrahlung (TELBE). Die ausgebaute ELBE wurde im Februar 2013 eingeweiht.

## Anlage
Der ELBE-Beschleuniger besteht aus einer konventionellen und einer supraleitenden Elektronenkanone (auch Injektor oder Gun genannt) sowie einem mehrteiligen, supraleitenden Linearbeschleuniger für Elektronen. Der Beschleuniger kann einen Elektronenstrahl mit Elektronenenergien von bis zu 40 MeV liefern und entweder im Dauerstrich-Betrieb mit einem Strahlstrom von bis zu 1,6 mA oder mit bis zu 100 µs kurzen Pulszügen betrieben werden. Die einzelnen Pulse können Pulslängen von 1–5 ps aufweisen.
Neben der Möglichkeit, den Elektronenstrahl direkt in Experimenten zu nutzen, werden in mehreren direkt an den ELBE-Beschleuniger angeschlossenen Anlagen verschiedene Arten von Sekundärstrahlung erzeugt:
- FELBE: Zwei Freie-Elektronen-Laser liefern kohärente Infrarotstrahlung von 5–250 µm Wellenlänge. Diese kann auch in das benachbarte Hochfeldlabor geleitet werden.[10]
- γELBE: Durch Beschießen einer Niobfolie mit dem Elektronenstrahl aus dem ELBE-Beschleuniger entsteht Bremsstrahlung, die als Gammastrahlung mit Energien von mehreren MeV für Experimente zur Verfügung steht.[11]
- nELBE: Der Elektronenstrahl des ELBE-Beschleunigers wird auf ein Target aus heißem, flüssigem Blei geschossen, wodurch Neutronen mit Energien von 10 keV bis 15 MeV freigesetzt werden.[12]
- pELBE: Der ELBE-Elektronenstrahl wird auf ein Target aus Wolfram geleitet. Dabei entstehen Paare von monoenergetischen Elektronen und Positronen. Die Positronen werden durch Ablenkmagneten zu einem Nachbeschleuniger geführt, der sie auf Energien von 500 eV bis 15 keV bringen kann. Unter dem Namen EPOS (ELBE Positron Source) stehen außerdem Positronen aus der Bremsstrahlung des γELBE-Messplatzes sowie aus einer vom ELBE-Beschleuniger unabhängigen Quelle des β+-Strahlers Natrium-22 zur Verfügung.[13]
- TELBE: Mit dem Elektronenstrahl des ELBE-Beschleunigers wird auf zwei verschiedenen Wegen Terahertzstrahlung erzeugt: Zum einen kann ein Diffraktionsstrahler breitbandige Terahertz-Pulse mit Frequenzen von 100 GHz bis 3 THz erzeugen, zum anderen können mithilfe eines Undulators schmalbandige Pulse aus demselben Frequenzbereich erzeugt werden. Auf beiden Wegen werden Pulsdauern von etwa 30 fs bei Wiederholraten von 100 kHz und mehr erreicht.[14][15]

Durch die Kombination des ELBE-Beschleunigers mit dem Hochleistungslaser DRACO (Dresden Laser Acceleration Source) werden neue Verfahren zur Laser-Teilchenbeschleunigung erforscht.

## Forschung
In der Materialforschung werden verschiedene Strahlungsarten aus der ELBE eingesetzt. So können etwa die Elektronenpulse selbst Aufschluss über die Kristallstruktur von Proben geben, was vielfältige Charakterisierungen von Werkstoffen zulässt. Die Gammastrahlung aus der ELBE erlaubt zudem, den Aufbau von Atomkernen direkt zu untersuchen. Mithilfe von Positronen und der Infrarotstrahlung aus den Freie-Elektronen-Lasern können Halbleiter oder neuartige Materialien wie Graphen untersucht und weiterentwickelt werden. Mit der Durchleitung der FELBE-Infrarotstrahlung zum benachbarten Hochfeld-Magnetlabor sind dort Experimente mit Hochfeld-Infrarotspektroskopie möglich. So wurde beispielsweise das Verhalten von supraleitenden Materialien untersucht. Mit Positronen lassen sich außerdem Schweißnähte oder feine Membranen auf ihre Qualität untersuchen. Darüber hinaus ist mithilfe der Terahertz-Strahlungsquelle ein mögliches Material für neue WLAN-Sender getestet worden.
Für die Medizin wird an der ELBE zum einen die Wirkung verschiedener Strahlung auf lebendes Gewebe untersucht, wodurch Strahlentherapien verbessert werden sollen. Zudem arbeiten Forscher hier direkt an der Entwicklung kompakter Anlagen für Bestrahlungen auf Basis der Laser-Teilchenbeschleunigung. Diese sollen im Gegensatz zu den heute üblichen, sehr großen und komplexen Anlagen eine Nutzung der Strahlentherapie in der Breite ermöglichen. Zudem wurde mit Terahertzstrahlung aus der ELBE die Weiterleitung von Nervenreizen untersucht.
Die Astrophysik macht sich sowohl die Gamma- als auch die Neutronenstrahlung aus der ELBE zunutze, um die Vorgänge nachzustellen, die im Inneren von Sternen zur Bildung neuer Elemente führen.
Nicht zuletzt werden die ELBE-Anlagen auch genutzt, um für die Beschleunigerphysik neue Elektronenkanonen zu entwickeln oder die Strahleigenschaften des ELBE-Beschleunigers selbst zu verbessern.

## Nutzerbetrieb
Die ELBE wird regelmäßig auch von externen Wissenschaftlern genutzt. Der Zugang zu den Anlagen ist für nicht-kommerzielle Forschung kostenfrei. Die Vergabe der Messzeit erfolgt auf Grundlage der Empfehlungen eines international besetzten Gutachterkomitees von Wissenschaftlern verschiedener Fachrichtungen.